# Магомедов, Ахмед Шарапутдинович
Ахмед Шарапутдинович Магомедов (род. 1 января 1995) — российский дзюдоист. На соревнованиях представляет Ханты-Мансийский автономный округ — Югра. Мастер спорта России (2014).

## Биография
Начал заниматься дзюдо в 2006 году в Няганской спортивной школе под руководством Дмитрия Калистратова. Позже продолжил обучение в колледже олимпийского резерва, где тренировался у Юрия Плеханова.
В 2011 году стал призёром кадетских Кубков Европы в Твери и Берлине, а также выступил на чемпионате мира среди кадетов в Киеве, заняв седьмое место. На Европейском юношеском олимпийском фестивале в Трабзоне в 2011 году сумел завоевать бронзовую медаль в соревнованиях спортсменов до 90 кг.
Принимал участие в Кубке Европы среди взрослых в Оренбурге в 2014 и 2017 годах.
В составе сборной России в 2021 году завоевал серебряную медаль на чемпионате мира среди юниоров в Италии.
На взрослом уровне его лучшими достижениями является серебро в полутяжёлом весе на Кубке России 2018 года и бронзовая медаль командного чемпионата России того же года.
Является тренером Югорского колледжа-интерната олимпийского резерва. Спортивный судья третьей категории по дзюдо и самбо (2020).

## Достижения
- Кубок Европы среди кадетов (2011, Тверь) —
- Кубок Европы среди кадетов (2011, Берлин) —
- Европейский юношеский олимпийский фестиваль (2011, Трабзон) —
- Кубок России (2018, Ханты-Мансийск) —
- Чемпионат России (2018, Грозный) —  (в командном зачёте)[8]
- Чемпионат мира среди юниоров (2021, Ольбия) —